# دياولو
دياولو هي كلمة إيطالية المصدر تستخدم في اللهجة العامية المصرية «ولا أي شيء برمته». بمعنى آخر، «دياولو» أي ملحقاته ودائماً ما تستخدم في تعبير النفي بمعنى إنها تُذكر وقبلها حرف النفي (لا) فيقال: «لا كذا ولا دياولو» تأكيداً على عدم عمل الشيء برمته. وهي قريبة المعنى من كلمة «غيره» حيث إنها تشبه «لا كذا ولا غيره» وهي تستخدم في الغالب مع المُذكر.
تستخدم في كثير من التعبيرات اللغوية:
«ولا مشكلة ولا دياولو» بمعنى «ولا مشكلة ولا غيره»
«لم أذهب إلى سوق الذهب ولا دياولو» بمعنى «لم أذهب الي سوق الذهب ولا غيره»
يعود أصلها على الأرجح إلى الكلمة الإيطالية "ديافولو [الإيطالية]" وهي تعني الشيطان. ويشيع استخدام جملة «لا كذا ولا الشيطان» في العامية الإيطالية واللغات الغربية بكثرة، وقد تكون انتقلت مع التجار الإيطاليين الذين كانوا يعيشون في مصر في أوائل القرن العشرين.